# Irbitskij rajon
L'Irbitskij rajon (in russo Ирбитское муниципальное образование?, Irbitskoe municipal'noe obrazovanie) è una formazione municipale con lo status di distretto urbano nell'oblast' di Sverdlovsk, in Russia. Dal punto di vista della struttura amministrativo-territoriale della regione, si trova entro i confini dell'Irbitskij rajon (Ирбитский район). Il centro amministrativo è la città di Irbit che non fa parte del distretto.
Principali arterie d'acqua del distretto sono: il fiume Nica con i suoi affluenti Irbit, Kirga e Bobrovka, appartenenti al bacino del fiume Tobol.